# Manhattan Chess Club
Il Manhattan Chess Club è stato uno storico circolo di scacchi di Manhattan, New York. 
Fondato il 24 novembre 1877 da alcuni appassionati di scacchi, cambiò diverse volte sede. La prima sede fu al n. 49 di Bower Street (Lower Manhattan). L'ultima, dal 2001, in alcuni locali del New York Hotel, al n. 481 della 8th Avenue. Il club cessò l'attività in gennaio del 2002.
Fino alla sua chiusura, era il secondo club di scacchi statunitense di più antica fondazione dopo il Mechanics' Institute Chess Club di San Francisco (fondato nel 1854 e tuttora esistente).
Dal 1890 al 1914 ne fu presidente l'imprenditore e mecenate di origine tedesca Isaac Rice, che contribuì notevoli somme per le attività del circolo. 
Il club ha ospitato due campionati del mondo di scacchi: nel 1886 la prima fase del campionato del mondo Steinitz–Zukertort e nel 1890/91 il campionato del mondo Steinitz–Gunsberg (entrambi vinti da Steinitz). Organizzò anche due grandi tornei internazionali: New York 1924 (vinto da Lasker) e New York 1927 (vinto da Capablanca). Le prime otto partite del torneo di New York 1924 furono giocate nei locali del club (le rimanenti nell'Alamac Hotel di New York). 
Il 7 marzo 1942 l'ex campione del mondo Capablanca, mentre stava analizzando una partita nei locali del club, fu colto da un infarto e morì il giorno dopo.
In gennaio 1949 vi si svolse la prima parte del match tra Reuben Fine e Miguel Najdorf, che terminò in parità
(+2 –2 =4).
Nel 1970 il futuro campione del mondo Bobby Fischer partecipò a un torneo blitz organizzato dal club, vincendolo con 21½ /22.
Attualmente il Marshall Chess Club, situato nel Greenwich Village di Manhattan, è considerato il più importante circolo di scacchi di New York. 

## Campionato del Manhattan Chess Club
Dal 1881 il club ha organizzato, con cadenza pressoché annuale, il "Manhattan Chess Club Championship". Di seguito un elenco dei vincitori.
1881-89
- 1881   Frank Teed
- 1883   Gustave Simonson
- 1884   John S. Ryan
- 1885   Eugene Delmar
- 1886   James Hanham
- 1887   Samuel Lipschütz
- 1888   David G. Baird
- 1889   Samuel Lipschütz

1890-99
- 1890   David G. Baird
- 1891   David G. Baird
- 1892   James Hanham
- 1893   Albert Hodges
- 1895   David G. Baird
- 1896   L. Schmidt
- 1898   D.G. Baird, Gustave Koehler
- 1899   Albert Hodges

1900-09
- 1900   Samuel Lipschütz
- 1901   Frank Marshall
- 1902   Frank Marshall
- 1903   J. Hanham, J. Halper, H. Phillips
- 1904   David G. Baird
- 1905   Gustave Koehler
- 1906   Albert Fox
- 1907   Paul Johner
- 1908   Albert Puvermacher
- 1909   M. Ayala, O. Roething, L. Rosen

1910-19 
- 1910   Frank Marshall
- 1911   Jacob Rosenthal
- 1912   Magnus Smith
- 1913   Magnus Smith
- 1914   Abraham Kupchik
- 1915   Abraham Kupchik
- 1916   Abraham Kupchik
- 1917   Abraham Kupchik
- 1918   Oscar Chajes
- 1919   Abraham Kupchik

1920-29
- 1920   Abraham Kupchik, O. Chajes
- 1921   David Janowski, Roy Black
- 1922   Morris A. Schapiro
- 1923   Morris A. Schapiro
- 1924   Oscar Chajes
- 1925   Abraham Kupchik
- 1926   Abraham Kupchik
- 1927   Géza Maróczy
- 1928   Abraham Kupchik
- 1929   Alexander Kevitz

1930-39 
- 1930   Abraham Kupchik
- 1931   Isaac Kashdan
- 1932   Alexander Kevitz
- 1933   Robert Willman
- 1934   Alexander Kevitz
- 1935   Isaac Kashdan, A. Kevitz
- 1936   Alexander Kevitz
- 1937   Isaac Kashdan
- 1938   Isaac Kashdan
- 1939   Jacob Moskowitz

1940-49 
- 1940   Arnold Denker
- 1941   Albert Pinkus
- 1942   Fred Reinfeld, S. Bernstein
- 1944   Arnold Denker
- 1945   Albert Pinkus
- 1946   Alexander Kevitz
- 1947   Alexander Kevitz
- 1948   Arthur Bisguier
- 1949   Arthur Bisguier

1950-59
- 1950   Arnold Denker, G. Shainswit
- 1951   Arnold Denker
- 1952   George Kramer
- 1953   Max Pavey
- 1954   Arnold Denker
- 1955   Alexander Kevitz
- 1956   Max Pavey
- 1957   Arthur Bisguier
- 1958   Arthur Bisguier
- 1959   Arthur Bisguier

1960-69 
- 1960   Pál Benkő
- 1961   Pál Benkő
- 1962   Paul Brandts
- 1963   Bernard Zuckerman
- 1964   Bernard Zuckerman
- 1965   Pál Benkő
- 1966   Pál Benkő
- 1967   Pál Benkő
- 1968   Arthur Bisguier
- 1969   Arthur Bisguier

1970-79 
- 1970   Arnold Denker
- 1971   Arthur Feurstein
- 1972   Walter Shipman
- 1973   George Kramer
- 1974   A. Kevitz, G. Kramer, W. Shipman
- 1975   Neil McKelvie
- 1976   Milorad Boskoviċ
- 1977   Alexander Kevitz
- 1978   Joel Benjamin
- 1979   Jorge Massana, Neil McKelvie

1980-89 
- 1980   Jeffrey Kastner
- 1981   John Fedorowicz
- 1982   Joel Benjamin, V. Zaltsman
- 1983   Joel Benjamin
- 1984   Walter Shipman
- 1985   Walter Shipman
- 1986   Jonathan Schroer
- 1987   Ronald Young, B. Zuckerman
- 1988   Mark Ginsburg
- 1989   Michael Rohde

1990-2001
- 1990   Mark Ginsburg
- 1991   Kamran Shirazi, V. Zaltsman
- 1992   Joel Benjamin
- 1993   Jay Bonin
- 1994   Jay Bonin, W. Shipman
- 1995   Walter Shipman
- 1996   J. Fedorowicz, A. Wojtkiewiez
- 1997   Jay Bonin
- 1998   Joel Benjamin
- 1999   Joel Benjamin
- 2001   Leonid Yudasin